# Església de Sant Francesc de Paula (l'Havana)
L'Església de Sant Francesc de Paula és una església a l'Havana a l'estat Cuba. Formava part de l'hospital de dones de Sant Francesc de Paula, de mitjan segle xviii. De l'edifici destaquen la façana barroca, així com la cúpula, i les vidrieres. Va ser restaurada l'any 2000.

## Història
El 1666 varen començar les obres de l'ermita i l'hospital de San Francesc de Paula. Aquest hospital es va dedicar només a les dones, a diferència de l'hospital de Sant Joan de Déu, construït anteriorment, que només estava dedicat als homes.
La primitiva construcció va haver de ser de tàpies i sostre de taulons i teules, per la qual cosa no va resistir l'huracà de 1730, i va ser necessari reconstruir tot el conjunt. L'església va quedar acabada el 1745 i l'hospital es va ampliar a finals del segle xviii, sota el patrocini de la comtessa de Santa Clara, Teresa Sentmenat, dona del Governador Don Joan Procopi Bassecourt. Les millores varen continuar gràcies a benefactors religiosos i laics.
Cap al 1799, es van inaugurar les noves sales de l'hospital, aquesta vegada amb capacitat de 150 llits. És en aquesta època quan obté la forma gairebé definitiva.
El 1828, el doctor Domingo Rosaín va fundar, a l'hospital, l'Acadèmia de llevadores i el 1854, s'hi va construir una sala alta, que va completar la façana de l'hospital pel carrer Paula. La clínica de parts es va obrir el 1880. Un canvi important a la façana de l'edifici, a final del segle xix, va ser la pèrdua de la porxada de davant l'Albereda de Paula, que va ser transformada en nau de l'hospital.
El 1907, amb la finalitat de traslladar la institució en un altre lloc més favorable, la propietat va ser venuda a una companyia portuària que la va rehabilitar com a magatzem: la Havana Central Railroad.
El 26 de desembre de 1910 es va inaugurar el nou hospital de Sant Francesc de Paula i el 6 de gener de l'any següent, l'església.
Amb l'ús de l'església i hospital de Paula com a magatzem, aquests varen caure en el més absolut abandó. The Havana Central Railroad Company, va obtenir, en 1937, el permís per demolir l'hospital i remodelar així aquest tram que venia a consolidar la florent Avinguda del Port, enllaçant la ciutat antiga de nord a sud per una via ràpida i segura. Més, l'objectiu principal, era construir les vies fèrries requerides pel trànsit dels molls. Van començar la demolició per la part posterior de l'antic hospital i només va poder ser salvada l'església gràcies al fet que, el 1944, a petició de la Junta Nacional d'Arqueologia i etnologia, l'església de l'antic hospital de Sant Francesc de Paula, va ser declarada Monument Nacional.
Des de llavors aquest espai va tenir diferents funcions:
S'hi va instal·lar: l'Institut Musical d'Investigacions Folklòriques (1951); el Seminari d'Investigacions de la Música Cubana (1977); en mans del Ministeri de Cultura va servir com a magatzem i des del 1991 com a sala de concerts, funció que va perdre pocs anys després, abandonado, l'ocàs va continuar.
Gràcies a la nova restauració l'edifici va recobrar dignitat i torna a ser una sala de concerts.